# Joaquim III Frederico, Eleitor de Brandemburgo
Joaquim III Frederico de Brandemburgo (27 de janeiro de 1546 — 18 de julho de 1608), da Casa de Hohenzollern, foi príncipe-eleitor de Brandemburgo de 1598 até à sua morte.

## Biografia
Joaquim III Frederico nasceu em Cölln, filho do príncipe-eleitor João Jorge de Brandemburgo e da princesa Sofia de Legnica. Foi administrador do arcebispado de Magdenburg entre 1566 e 1598, tendo depois sucedido ao seu pai como príncipe-eleitor de Brandemburgo. Após a sua morte, Joaquim foi sucedido pelo seu filho mais velho, João Segismundo de Brandemburgo.
Joaquim tornou-se regente do ducado da Prússia em 1605. Era também "duque de Estetino, da Pomerânia, Cassubia, Vandalorum e Crossen an der Elster", segundo os termos do Tratado de Grimnitz, apesar de os seus títulos na Pomerânia serem apenas simbólicos.

## Casamentos e descendência
Joaquim Frederico casou-se pela primeira vez no dia 8 de Janeiro de 1570 com a marquesa Catarina de Brandemburgo-Küstrin, filha do marquês João de Brandemburgo-Küstrin e da duquesa Catarina de Brunswick-Wolfenbüttel. Desta união nasceram os seguintes filhos:
1. João Segismundo de Brandemburgo (8 de novembro de 1572 – 23 de dezembro de 1619), casado com a duquesa Ana da Prússia; com descendência.
2. Ana Catarina de Brandemburgo (26 de junho de 1575 – 29 de março de 1612), casada com o rei Cristiano IV da Dinamarca; com descendência.
3. Bebé morta (1576)
4. João Jorge de Brandemburgo-Jägerndorf (16 de dezembro de 1577 – 2 de março de 1624) casado com a duquesa Eva Cristina de Württemberg, filha do duque Frederico I de Württemberg e da princesa Sibíla de Anhalt. Eleito bispo de Strasbourg em 1592; demitiu-se em 1604.
5. Augusto Frederico de Brandemburgo (16 de fevereiro de 1580 – 23 de abril de 1601), morreu aos vinte-e-um anos de idade; sem descendência.
6. Alberto Frederico de Brandemburgo (29 de abril de 1582 – 3 de dezembro de 1600), morreu aos dezoito anos; sem descendência.
7. Joaquim de Brandemburgo (13 de abril de 1583 – 10 de junho de 1600), morreu aos dezassete anos de idade; sem descendência.
8. Ernesto de Brandemburgo (13 de abril de 1583 – 18 de setembro de 1613), morreu aos trinta anos de idade; sem descendência.
9. Bárbara Sofia de Brandemburgo (16 de novembro de 1584 – 13 de fevereiro de 1636), casada com o duque João Frederico de Württemberg; com descendência.
10. Bebé morta (1585/6)
11. Cristiano Guilherme de Brandemburgo (28 de agosto de 1587 – 1 de janeiro de 1665), casado com a duquesa Doroteia de Brunswick-Wolfenbüttel; com descendência.

Joaquim Frederico casou-se pela segunda vez a 23 de Outubro de 1603 com a duquesa Leonor da Prússia de quem teve mais uma filha:
- Maria Leonor de Brandemburgo (22 de março de 1607 – 18 de fevereiro de 1675), casada com o conde palatino Luís Filipe do Palatinado-Simmern-Kaiserslautern; com descendência.

## Genealogia
| Joaquim III Frederico de Brandemburgo | Pai: João Jorge de Brandemburgo | Avô paterno: Joaquim II Heitor de Brandemburgo      | Bisavô paterno: Joaquim I Nestor de Brandemburgo    |
| Joaquim III Frederico de Brandemburgo | Pai: João Jorge de Brandemburgo | Avô paterno: Joaquim II Heitor de Brandemburgo      | Bisavó paterna: Isabel da Dinamarca                 |
| Joaquim III Frederico de Brandemburgo | Pai: João Jorge de Brandemburgo | Avó paterna: Madalena da Saxónia                    | Bisavô paterno: Jorge da Saxônia                    |
| Joaquim III Frederico de Brandemburgo | Pai: João Jorge de Brandemburgo | Avó paterna: Madalena da Saxónia                    | Bisavó paterna: Barbara Jagiellon                   |
| Joaquim III Frederico de Brandemburgo | Mãe: Sofia de Legnica           | Avô materno: Frederico II de Legnica                | Bisavô materno: Frederico I de Legnica              |
| Joaquim III Frederico de Brandemburgo | Mãe: Sofia de Legnica           | Avô materno: Frederico II de Legnica                | Bisavó materna: Ludmila de Poděbrady                |
| Joaquim III Frederico de Brandemburgo | Mãe: Sofia de Legnica           | Avó materna: Sofia de Brandemburgo-Ansbach-Kulmbach | Bisavô materno: Frederico I de Brandemburgo-Ansbach |
| Joaquim III Frederico de Brandemburgo | Mãe: Sofia de Legnica           | Avó materna: Sofia de Brandemburgo-Ansbach-Kulmbach | Bisavó materna: Sofia da Polónia                    |